# Power Trip
Power Trip es una banda estadounidense de thrash metal formada en Dallas, Texas, en 2008. Para 2020, la formación de Power Trip constaba de Riley Gale (voz), Blake Ibanez (guitarra), Nick Stewart (guitarra), Chris Whetzel (bajo), y Chris Ulsh (batería); este último reemplazó al baterista original Marcus Johnson.
Han lanzado dos álbumes de estudio hasta la fecha, Manifest Decimation (2013) y Nightmare Logic (2017), además de una compilación que incluye sus primeras canciones y un álbum en vivo. 
Power Trip fue una de las bandas de thrash metal más exitosas de la década de 2010, con Nightmare Logic entrando en las listas de Billboard,  y recibir elogios en publicaciones. Una versión en vivo de la canción "Executioner's Tax (Swing Of The Axe)" recibió una nominación para el premio Grammy a la "Mejor Interpretación de Metal".
El vocalista Riley Gale falleció el 24 de agosto de 2020, a la edad de 34 años. Su muerte fue anunciada por la banda al día siguiente. En el momento del deceso de Gale, Power Trip había anunciado una gira europea con Lamb of God y Kreator para finales de 2021.

## Discografía
Álbumes de estudio
| Año  | Detalles                                                                              |
| ---- | ------------------------------------------------------------------------------------- |
| 2013 | Manifest Decimation - Lanzamiento: 11 de junio de 2013 - Sello: Southern Lord Records |
| 2017 | Nightmare Logic - Lanzamiento: 24 de febrero de 2017 - Sello: Southern Lord Records   |

Álbumes compilatorios
| Año  | Detalles                                                                           |
| ---- | ---------------------------------------------------------------------------------- |
| 2018 | Opening Fire: 2008–2014 - Lanzamiento: 27 de abril de 2018 - Sello: Dark Operative |

Singles
| Año  | Nombre                                 | Álbum                         |
| ---- | -------------------------------------- | ----------------------------- |
| 2016 | Split                                  |                               |
| 2016 | "Firing Squad"                         | Nightmare Logic               |
| 2017 | "Executioner's Tax (Swing of the Axe)" | Nightmare Logic               |
| 2017 | "Nightmare Logic"                      | Nightmare Logic               |
| 2018 | "Hornet's Nest"                        | Adult Swim Singles Collection |
| 2019 | "When Things Go Wrong"                 | Hot Sh!t Attitude             |

EPs
| Año  | Detalles                             |
| ---- | ------------------------------------ |
| 2009 | Armageddon Blues - Lanzamiento: 2009 |
| 2011 | Power Trip - Lanzamiento: 2011       |

## Miembros
| Miembros actuales - Blake Ibanez – guitarra principal (2008–presente) - Nick Stewart – guitarra rítmica (2008–presente) - Chris Whetzel – bajo (2008–presente) - Chris Ulsh – batería (2009–presente) | Miembros anteriores - Riley Gale – voces (2008–2020; fallecido en 2020) - Marcus Johnson – batería (2008–2009) |